# 전도봉
전도봉(全道奉, 1942년 10월 10일 ~ )은 대한민국의 군인 출신으로 공기업인이자 사회운동가이다. 그의 현재 주요 거주지는 대한민국 서울 성북구 보문동이다.
그는 제22대 대한민국 해병대 사령관과 제9대 한전KDN 사장을 역임하였으며, 현재 한국그린피플연맹 총재로 재직중이다.

## 생애
1942년 10월 10일 경상남도 통영군 일운면(현 거제시 일운면) 구조라리에서 8남매의 막내로 태어나 부산진국민학교, 개성중학교, 경남고등학교와 연세대학교 정치외교학과를 나온 그는 해병대 간부후보생(해간) 35기 소위로 임관하였다. 그러나 1966년 해병대 공군비행학교 습격사건을 주동한 혐의로 현역부적합전역했다가 현역병 입영통지서가 발급되자 장교출신이라는 점을 내세워 병으로서의 입대를 거부한 뒤 해간 38기를 다시 지원해서 해병대 소위로 재임관하였다. 1968년 해병대 청룡부대 소대장으로 베트남 전쟁에 참전하였으며, 1976년에는 미국 해병대상륙전학교를, 1982년에는 미국 해군상륙전학교를 수료하였다. 1987년 연세대학교 행정대학원을 수료하였고, 1996년 대한민국 해병대 부사령관을 거쳐 제22대 대한민국 해병대 사령관에 임명되었다. 이 때 웃기게도 자신이 주동한 해병대 공군비행학교 습격사건 당시 공군 측 주번사령이었던 이양호 대위가 국방부 장관에 재직중이었다. 해병대 사령관으로 재직 중이던 1998년 해병대 진급·인사청탁 비리와 뇌물 수수 혐의로 강제 예편 및 구속되었으며, 2002년 대법원 최종심에서 유죄 확정판결을 받았다. 이로서 전도봉은 소위때 한 번, 중장때 또 한번 총 2번의 현역부적합전역을 했다. 웃기게도 이와 비슷한 시기에 라이벌이던 이양호 국방부 장관 역시 린다 김 사건에 연루되어 국방부 장관에서 해임당했다. 2008년 10월 한전KDN 제9대 사장으로 취임하여 2011년 10월까지 재임하였다.
한편 그는 1996년 오제도 변호사가 조직하여 이끌어오던 '신문고 환경살리기 운동본부'를 개편, 2000년 11월 한국그린피플연맹을 발족시키고 현재까지 총재로 재임하며 환경운동을 이끌어오고 있다.

## 학력
- 경남고등학교 졸업
- 연세대학교 정치외교학과 학사(1965년)
- 해병병과학교 초등군사반 수료
- 육군보병학교 위탁교육과정 수료
- 미국 해병대상륙전학교 초등군사반 수료
- 미국 해군상륙전학교 위탁교육과정 수료
- 미국 미주리 종합군사학원 졸업
- 대한민국 국방대학교 행정학사 23기(1978년)
- 연세대학교 행정대학원 행정학 석사(1987년)

## 가족 관계
부인 류명자(柳明子)와의 사이에 아들 3명을 두고 있으며 세 아들도 모두 해병대로 군복무를 하였다.
아들 3형제 중 차남만 전도봉과 마찬가지로 해병대 장교로 복무했으며 나며지 두 명의 아들은 해병대 병으로 병역 의무를 이행했다.

## 별칭
대한민국 해병대에서는 드물게 해군사관학교 출신이 아닌 해병대 사관후보생 출신으로 해병대 사령관에 올라 "해병대의 살아있는 전설"로 불리며, 또한 해병대에 대한 남다른 애착 때문에 "영원한 해병대 사나이"라는 별칭도 가지고 있다.

## 상훈
- 화랑무공훈장(1968년)
- 보국포장(1980년)
- 보국훈장 삼일장(1987년)
- 보국훈장 천수장(1995년)
- 미국 정부 공로훈장(1998년)